# Friedrich Zeller (Maler, 1817)

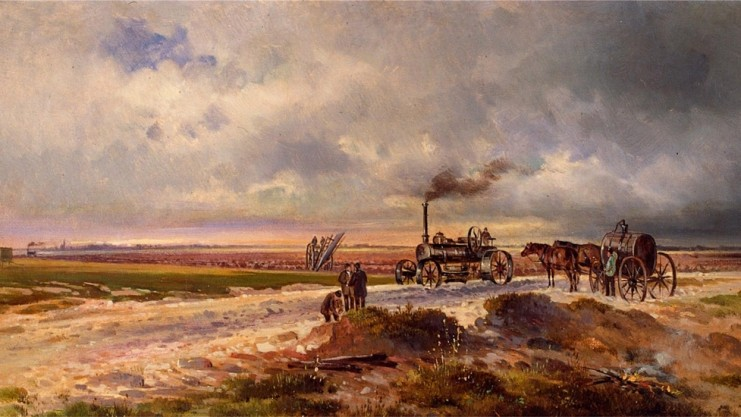
Dampfpflug im Eleonorenwald, Aquarell und Gouache, um 1880, 23,5 × 43 cm, Emslandmuseum Schloss Clemenswerth

Friedrich Zeller (* 12. Juli 1817 in Steyr, Oberösterreich; † 29. Dezember 1896 in Salzburg) war ein österreichischer Maler.

## Leben
Friedrich Zeller wurde in Steyr als Sohn von Johann Baptist Zeller geboren. Er besuchte 1832–38 die k.k. Akademie der bildenden Künste in Wien, studierte hier Landschaftsmalerei bei Friedrich Gauermann. Zeller wirkte zunächst als Porträtmaler u. a. in Wien und Graz, bevor er sich 1852 in Salzburg niederließ und dort insbesondere als Landschafts-, Tier- und Architekturmaler zu einem der meistbeschäftigten Maler seiner Zeit wurde. 1864 erwarb der österreichische Kaiser Franz Joseph I. von ihm ein Gebirgsbild mit Gemsengruppe. Neben Aufträgen aus dem Adel, u. a. von Erzherzog Ludwig Viktor, verkaufte er Bilder an Kunstvereine auch aus Deutschland. Auf Empfehlung von Sophie Fürstin von Arenberg kam er schließlich ab Ende der 1870er Jahre als Auftragsmaler und Prinzenerzieher an das Haus Arenberg in Brüssel. Bis 1892 entstand für die herzogliche Familie ein Album mit Ansichten der Arenbergischen Besitzungen in der Eifel, am Niederrhein, im Ruhrgebiet und im Emsland.